# Accademia d'Ungheria

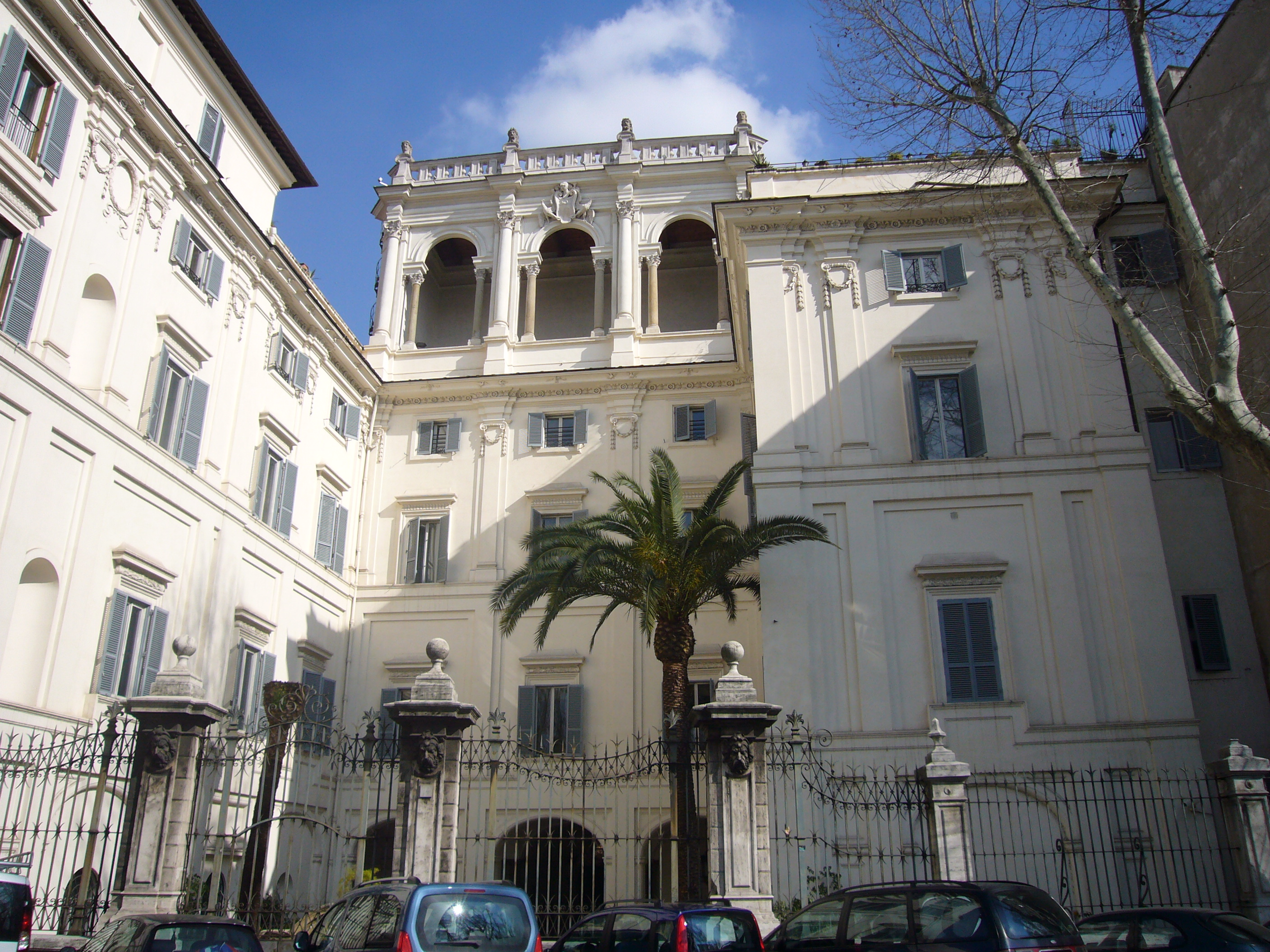
Palazzo Falconieri, sede dell'Accademia, facciata e cortile verso il Tevere

L'Accademia d'Ungheria in Roma opera nella capitale dal 1927. La sua sede, il Palazzo Falconieri, è l'immobile di maggior valore dello Stato ungherese all'estero, anche perché molti dei suoi meravigliosi dettagli sono stati realizzati nel seicento da uno dei maggiori maestri dell'arte barocca universale, da Francesco Borromini. Il capo del governo dell'epoca, István Bethlen e Kuno Klebelsberg ministro d'istruzione e degli affari del culto, acquistarono il palazzo di particolare bellezza, perché volevano donare una degna dimora, nella Città Eterna, alla scienza e alla cultura ungherese come anche alla formazione degli artisti, come ricordato anche sulla lapide commemorativa situata all'ingresso dell'edificio.

## Storia
Le premesse risalgono all'ultimo ventennio dell'ottocento, quando vennero aperte al pubblico le porte dell'Archivio Segreto Vaticano. Vilmos Fraknói, vescovo titolare, accademico di scienze storiche, per favorire la ricerca di fonti e documenti ungheresi presso la collezione vaticana di incredibile ricchezza, a proprie spese fece costruire una villa nel quartiere Nomentano, per garantire un alloggio e una biblioteca ausiliare adeguati per i ricercatori ungheresi. Qualche anno più tardi fece emergere anche un'altra villa, dove fondò un'Accademia di Belle Arti per gli artisti ungheresi. Le sue fondazioni più tardi vennero affidate allo Stato, e vennero inserite nel profilo del Collegium Hungaricum fondato nel 1927. L'obiettivo della politica delle borse di studio in quel periodo era quello di far affluire in Italia un maggior numero possibile di scienziati, professori, sacerdoti e artisti ungheresi, per ottenere le conoscenze europee grazie al contatto con l'Italia, e di fare in modo che questa conoscenza potesse essere testimonianza dei valori culturali dell'Ungheria privata di due terzi del proprio territorio. Il periodo fino alla seconda guerra mondiale può essere considerato la prima epoca d'oro dell'istituto. Dozzine di eccellenti studiosi abitarono nelle sue stanze: Károly Kerényi, Antal Szerb, István Genthon ed altri, ed i risultati delle loro ricerche furono pubblicati nel periodico intitolato Annuario. Grazie all'attività dei borsisti d'arte fiorì una nuova e autonoma corrente nella pittura e nella scultura ungherese, la cosiddetta “Scuola romana”, la quale comprendeva talenti come István Szőnyi, Vilmos Aba Novák e Pál Pátzay.
Questa fioritura fu interrotta dalle vicissitudini della seconda guerra mondiale, e ripresa in seguito durante l'attività dello storico della letteratura, Tibor Kardos. Sotto la sua direzione troviamo tra i borsisti dell'Accademia d'Ungheria in Roma i nomi di Sándor Weöres, Ágnes Nemes Nagy, János Pilinszky e Géza Ottlik. Ma questa prosperità scientifico-artistica cessò nel 1950. L'Accademia d'Ungheria in Roma divenne parte dell'Ambasciata e fu privata del suo carattere scientifico-artistico autonomo e indipendente. Divenne un semplice nome, sotto il quale si svolgeva attività propagandistica della “costruzione del socialismo” (soltanto il Collegio Ecclesiastico rimase intatto, perché ancora nel 1940 esso ricevette il titolo di istituzione pontificia autonoma, funzione che ha conservato fino ai nostri giorni, infatti, situato al secondo piano del Palazzo Falconieri, continua la sua attività con il nome di Istituto Pontificio Ungherese). La situazione cambiò dopo la rivoluzione del 1956 sia per la forma che per il contenuto.
L'organizzazione di eventi scientifici culturali all'estero venne ripresa nel 1958, naturalmente con l'obiettivo lungimirante di attestare indirettamente davanti al pubblico straniero l'assenza di qualsiasi oppressione in Ungheria che limitasse il lavoro artistico-intellettuale. Tuttavia se l'iniziativa era di qualità, cominciava ad avere un “effetto proprio”, lasciandosi alle spalle il cliché politico. Grazie alla sua forza e al valore intrinseco invitava il pubblico a non considerarla propaganda del regime, piuttosto una nuova manifestazione delle storiche relazioni italo-ungheresi. Avvenne così che i borsisti dell'Accademia d'Ungheria in Roma anche nel periodo del regime totalitario potevano arricchire la scienza e l'arte ungherese e potevano dare ricchi contenuti per essere riconosciuti all'estero.
Dopo la svolta politica, l'attività dell'istituto si articolava unendo tutte le esperienze dei decenni precedenti. La sua triplice funzione di divulgazione culturale, di attività di ricerca e sostegno delle borse di studio, venne svolta in stretta correlazione, ed in più adempì all'impegno di manutenzione e di gestione del palazzo e della foresteria. La sua missione fu quella di diffondere i valori variegati della cultura ungherese sia dentro che fuori dai confini nazionali, nonché della cultura delle minoranze etniche presenti sul territorio nazionale. Fu altrettanto importante la divulgazione del patrimonio storico-culturale, la presentazione delle opere e delle attività degli artisti contemporanei, e dei risultati delle ricerche scientifiche svolte in Ungheria, e della costruzione di una rete di collaborazione tra i due Paesi per la formazione reciproca dei futuri studiosi. Inoltre l'Accademia d'Ungheria in Roma ebbe un ruolo di grande rilievo nella ricerca delle relazioni storiche-culturali tra l'Italia e l'Ungheria, e nella tutela dei ricordi ungheresi in Italia.
Gli operatori culturali dell'Accademia d'Ungheria in Roma svolgono il loro lavoro affinché l'opera di importanza internazionale gli artisti, musicisti, attori possano far parte degnamente non soltanto delle celebrazioni culturali, ma della vita quotidiana dell'Italia. Nel prestigioso Palazzo, molto conosciuto e anche popolare tra il pubblico di Roma, vengono organizzati concerti, proiezioni, serate letterarie nei Saloni, esposizioni d'arte nella Galleria, e mostre fotografiche al Piano Nobile.
Non molto dopo la svolta politica fu ricostituito l'Istituto Storico Fraknói, il quale dal punto di vista scientifico organizzava autonomamente l'attività di ricerca presso l'Accademia d'Ungheria in Roma. L'Istituto Storico Fraknói è membro dell'Unione Internazionale degli Istituti di archeologia, storia e storia dell'arte in Roma, e grazie a questa collaborazione continua a consolidarsi il nome e la fama dell'Ungheria anche negli ambienti scientifici di rilievo. L'Istituto Storico Fraknói organizza regolarmente convegni scientifici, dibattiti, presentazioni di libri e mostre di argomento storico.
Uno dei compiti più importanti dell'Accademia d'Ungheria in Roma è quello della ricerca e della tutela dei ricordi ungheresi in Italia. In occasione dell'80º anniversario della sua fondazione, rinnovandosi nello stato fisico, e ampliandosi nelle attività, l'Accademia d'Ungheria in Roma non soltanto continua le sue migliori tradizioni, ma adeguandosi alle esigenze più moderne della nostra epoca garantisce e favorisce la presenza ungherese in una delle città e in uno dei paesi culturalmente più ricchi del mondo.
Dal 2009 al 2019 era possibile visitare anche l'altana sovrastante la loggia del Borromini, che oltre all'importanza artistica, in quanto unica opera di questo genere del genio del barocco, offre anche una vista panoramica sulla città di Roma. Le visite dell'altana sono attualmente sospese.